# Sebastian Ramminger
Hans Sebastian Ramminger (genannt Schreiber; * zwischen 1560 und 1570 in Heidenheim an der Brenz; † 29. August 1617 in Stuttgart) war ein württembergischer Maler, der in Stuttgart tätig war und am 1. Juli 1612 zum Hofmaler bestellt wurde. Er war ein jüngerer Bruder von Jacob Ramminger und ein Schwager des Malers Hans Steiner.

## Leben
Ramminger stammte aus einer Schreiberfamilie. Er heiratete 1588 und wurde 1590 wohl von seinem Schwager Hans Steiner († 1610) als dessen Geselle zur Ausmalung der Innenräume des neuen Lusthauses nach Stuttgart geholt. Ramminger wird nur in Zusammenhang mit der ersten Phase der Arbeiten im großen Saal erwähnt, und es können ihm keine konkreten Arbeiten im Lusthaus zugeordnet werden. Im großen Saal wurde recht bald von Hans Melchior Offstein ersetzt, aber er hatte auf jeden Fall „mit verfertigung der Annaten zu thon“. Ob sich dabei um Porträts der früheren Herrscher von Württemberg, die im untern Saal ausgeführt wurden, oder um Bemalung der Porträtbüsten im Umgang des Lusthauses handelte, ist nicht eindeutig.
Danach bekam Ramminger nur kleinere Aufträge von der Stadt Stuttgart. Im Steuerbuch 1595–1600 ist eine Steuer in Gesamthöhe von nur 1 ℔ und 6 ß verzeichnet.

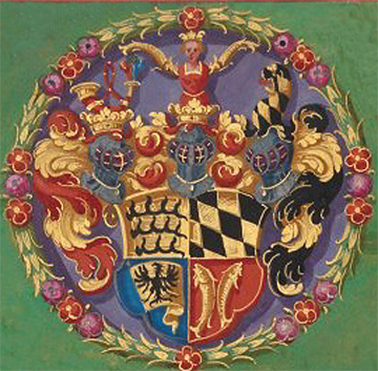
Wappen von Württemberg (Detail aus der Karte Eglosheim des Seebuches)

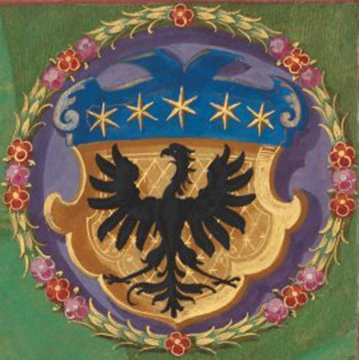
Wappen des Amtes und der Vogtei Grüningen (Detail aus der Karte Eglosheim)

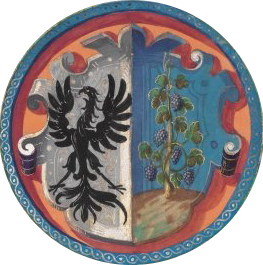
Wappen von Weinsberg (Detail aus der Karte Weinsberg)

Um 1600 beteiligte sich Ramminger an dem im Auftrag des Herzogs Friedrich von seinem Bruder Jacob gefertigten Seebuch. Sebastian Rammingers Aufgabe war es, in diesem aus 24 Pergamentblättern bestehenden Werk die Wappen des Herzogtums, der Städte und der Ämter einzufügen. Für die kostbaren, in leuchtenden Farben ausgeführten Miniaturdarstellungen, die teilweise mit den Jahreszahlen 1600 bzw. 1601 (eines trägt die Jahreszahl 1596) versehen sind und die Blätter vorteilhaft verzieren, wurde Sebastian Ramminger mit 28 fl entlohnt.
Nach dem Tod von Johann Philipp Greter wurde Ramminger 1612 zu dessen Nachfolger als Hofmaler bestellt. Erst ab diesem Zeitpunkt bekam er wieder Aufträge vom Herzog. Obwohl ihn dieser Titel endlich „qualifizierte“, sind keine konkreten Arbeiten von Ramminger und auch Urteile über seine Arbeiten bekannt.
Sebastian Ramminger musste den Tübinger Maler Johann Christoph Neyffer kennen, da dieser sein Schwiegersohn war. Er kannte auch Tobias Spingler, der 1614 versuchte, sich in Tübingen niederzulassen, weil eine von Rammingers Töchtern zu diesem Zeitpunkt mit Spingler verlobt war.
Außer den Wappen im Seebuch ist von Ramminger keine weitere Malerarbeit erhalten. Es sind auch keine Zeichnungen von ihm bekannt.

## Bibliographie
- Werner Fleischhauer: Renaissance im Herzogtum Württemberg. Kohlhammer, Stuttgart 1971.
- Heinrich Geissler: Zeichner am Württembergischen Hof um 1600. In: Jahrbuch der Staatlichen Kunstsammlungen in Baden-Württemberg. Deutscher Kunstverlag, München 1969, S. 79–126.
- Werner Fleischhauer: Die Anfänge der Tübinger Universitätsbildnissammlung – ein Beitrag zur Geschichte der Malerei der Spätrenaissance im Herzogtum Württemberg. In: Werner Fleischhauer u. a.: Neue Beiträge zur südwestdeutschen Landesgeschichte. Festschrift für Max Miller. Kohlhammer, Stuttgart 1962, S. 197–2Kohlhammer, 16
- Hans Rott: Quellen und Forschungen zur südwestdeutschen und schweizerischen Kunstgeschichte im XV. und XVI. Jahrhundert. II, Alt-Schwaben und Reichsstädte. Strecker und Schröder, Stuttgart 1934.
- Werner Fleischhauer: Die Malereien im Stuttgarter Lusthaus. In: Württembergische Vergangenheit. Festschrift des Württembergischen Geschichts- und Altertumsvereins zur Stuttgarter Tagung des Gesamtvereins der deutschen Geschichts- und Altertumsvereine im September 1932. Kohlhammer, Stuttgart 1932, S. 305–333
- Ramminger, Hans Sebastian. In: Hans Vollmer (Hrsg.): Allgemeines Lexikon der Bildenden Künstler von der Antike bis zur Gegenwart. Begründet von Ulrich Thieme und Felix Becker. Band 27: Piermaria–Ramsdell. E. A. Seemann, Leipzig 1933, S. 597 (biblos.pk.edu.pl).
- Klemm: Über die Nachfolger des fürstlichen Baumeisters Tretsch, insbesondere den Meister des Lusthauses. In: Württembergische Vierteljahreshefte für Landesgeschichte. 1889, S. 91–107.